# Copa Intercontinental 2000
La Copa Intercontinental 2000 fue la 39na edición del torneo. Enfrentó al Real Madrid C. F. como campeón de Europa contra Boca Juniors como el campeón de Sudamérica.

## Clubes clasificados
| UEFA (Europa)         |  | Real Madrid  |  | Campeón de la Liga de Campeones de la UEFA (1999-00) |
| CONMEBOL (Sudamérica) |  | Boca Juniors |  | Campeón de la Copa Libertadores (2000)               |

## Sede
| Japón               |          |
| Ciudad              | Estadio  |
| Tokio               | Nacional |
|                     |          |
| 57 363 espectadores |          |

## Desarrollo
El partido fue sorpresivo y poco usual dado que los tres goles se dieron en los primeros doce minutos de juego. Primero, con pase de Delgado desde la izquierda, Palermo la empujó en el límite del área chica. Unos minutos después, Juan Román Riquelme daría un gran pase al mismo jugador para que otra vez marcara, colocándola abajo a la izquierda del arquero Iker Casillas. Siete minutos luego vino el descuento: la pelota le quedó a Roberto Carlos, la paró de pecho y sacudió el ángulo derecho de Córdoba con un zurdazo fenomenal. Luego el transcurso del partido fue más o menos parejo, con alguna que otra chance más para el equipo español, mientras que Boca cuidó la pelota a través de Riquelme

## La figura
El argentino Martín Palermo convirtió los dos goles que le sirvieron para obtener la copa sin requerir alargue, gracias a las asistencias de sus compañeros Marcelo Delgado y Juan Román Riquelme, a pesar del rápido descuento que logró el brasileño Roberto Carlos por parte del equipo español.
Con este título, Boca conseguiría la segunda copa Intercontinental de su historia.

## Final
| 25         | POR        | Iker Casillas      |     |
| 15         | DEF        | Geremi Njitap      |     |
| 4          | DEF        | Fernando Hierro    |     |
| 18         | DEF        | Aitor Karanka      |     |
| 3          | DEF        | Roberto Carlos     |     |
| 24         | MED        | Claude Makélélé    | 77' |
| 6          | MED        | Iván Helguera      |     |
| 10         | MED        | Luis Figo          |     |
| 14         | MED        | Guti               |     |
| 8          | MED        | Steve McManaman    | 67' |
| 7          | DEL        | Raúl               |     |
| Entrenador | Entrenador | Vicente Del Bosque |     |

| 1          | POR        | Óscar Córdoba       |     |
| 4          | DEF        | Hugo Ibarra         |     |
| 2          | DEF        | Jorge Bermúdez      |     |
| 13         | DEF        | Cristian Traverso   |     |
| 6          | DEF        | Aníbal Matellán     |     |
| 22         | MED        | Sebastián Battaglia | 89' |
| 5          | MED        | Mauricio Serna      |     |
| 18         | MED        | José Basualdo       |     |
| 10         | MED        | Juan Román Riquelme |     |
| 16         | DEL        | Marcelo Delgado     | 88' |
| 9          | DEL        | Martín Palermo      |     |
| Entrenador | Entrenador | Carlos Bianchi      |     |

| 11 | DEL | Sávio Bortolini    | 67' |
| 9  | DEL | Fernando Morientes | 77' |

| 7  | DEL | Guillermo Barros Schelotto | 88'   |
| 14 | DEF | Nicolás Burdisso           | 90+2' |

| Anotado | 12' | Roberto Carlos | 1-2 |

| Anotado | 3' | Martín Palermo | 0-1 |
| Anotado | 6' | Martín Palermo | 0-2 |

| Amonestado | 89' | Iván Helguera |
| Amonestado | 89' | Geremi Njitap |

| Amonestado | 69' | Hugo Ibarra |

| Árbitro             | Óscar Ruiz      |
| Árbitros asistentes | Liu Tiejun      |
| Árbitros asistentes | Noboru Ishiyama |
| Cuarto árbitro      | Naotsugu Fuse   |

| 25         | POR        | Iker Casillas      |     |
| 15         | DEF        | Geremi Njitap      |     |
| 4          | DEF        | Fernando Hierro    |     |
| 18         | DEF        | Aitor Karanka      |     |
| 3          | DEF        | Roberto Carlos     |     |
| 24         | MED        | Claude Makélélé    | 77' |
| 6          | MED        | Iván Helguera      |     |
| 10         | MED        | Luis Figo          |     |
| 14         | MED        | Guti               |     |
| 8          | MED        | Steve McManaman    | 67' |
| 7          | DEL        | Raúl               |     |
| Entrenador | Entrenador | Vicente Del Bosque |     |

| 1          | POR        | Óscar Córdoba       |     |
| 4          | DEF        | Hugo Ibarra         |     |
| 2          | DEF        | Jorge Bermúdez      |     |
| 13         | DEF        | Cristian Traverso   |     |
| 6          | DEF        | Aníbal Matellán     |     |
| 22         | MED        | Sebastián Battaglia | 89' |
| 5          | MED        | Mauricio Serna      |     |
| 18         | MED        | José Basualdo       |     |
| 10         | MED        | Juan Román Riquelme |     |
| 16         | DEL        | Marcelo Delgado     | 88' |
| 9          | DEL        | Martín Palermo      |     |
| Entrenador | Entrenador | Carlos Bianchi      |     |

| 11 | DEL | Sávio Bortolini    | 67' |
| 9  | DEL | Fernando Morientes | 77' |

| 7  | DEL | Guillermo Barros Schelotto | 88'   |
| 14 | DEF | Nicolás Burdisso           | 90+2' |

| Anotado | 12' | Roberto Carlos | 1-2 |

| Anotado | 3' | Martín Palermo | 0-1 |
| Anotado | 6' | Martín Palermo | 0-2 |

| Amonestado | 89' | Iván Helguera |
| Amonestado | 89' | Geremi Njitap |

| Amonestado | 69' | Hugo Ibarra |

| Árbitro             | Óscar Ruiz      |
| Árbitros asistentes | Liu Tiejun      |
| Árbitros asistentes | Noboru Ishiyama |
| Cuarto árbitro      | Naotsugu Fuse   |

|                                      |
| Boca Juniors                         |
| Campeón C.A. Boca Juniors 2.º título |

## Hitos estadísticos
- Este es el segundo título intercontinental para Boca Juniors (con este título igualó al Real Madrid y a Independiente, entre otros clubes, con 2 títulos cada uno), que en la edición 1977 derrotó al Borussia Mönchengladbach alemán (subcampeón europeo, ya que el campeón Liverpool decidió no participar).
- En cuanto a cantidad de títulos de clubes argentinos, logró la igualdad con Independiente que ya había conseguido su segunda en la edición 1984, y que también obtuvo su primera copa contra un subcampeón europeo.
- Fue la segunda copa que consiguió el entrenador argentino Carlos Bianchi, quien ganó la anterior con otro club del mismo país, Vélez Sarsfield, en 1994.
- Los dos goles de Martín Palermo lo posicionaron junto a Ernesto Mastrángelo como goleador de su club en torneos intercontinentales.
- Boca Juniors se convirtió en el sexto club argentino y undécimo club sudamericano en derrotar a un campeón de Europa en una competición oficial.
- El partido tomó tanta transcendencia en Argentina a lo largo del tiempo que 17 años más tarde se estrenó un largometraje basado en el partido llamado "51%". Fue dirigido por el director de cine argentino, Leandro Baquela, y contó con la participación de varios de los futbolistas que disputaron el partido e hinchas que viajaron desde Argentina hacia Japón. Se estrenó el 28 de agosto del año 2017.[3]